# Llista de campions del món d'enduro

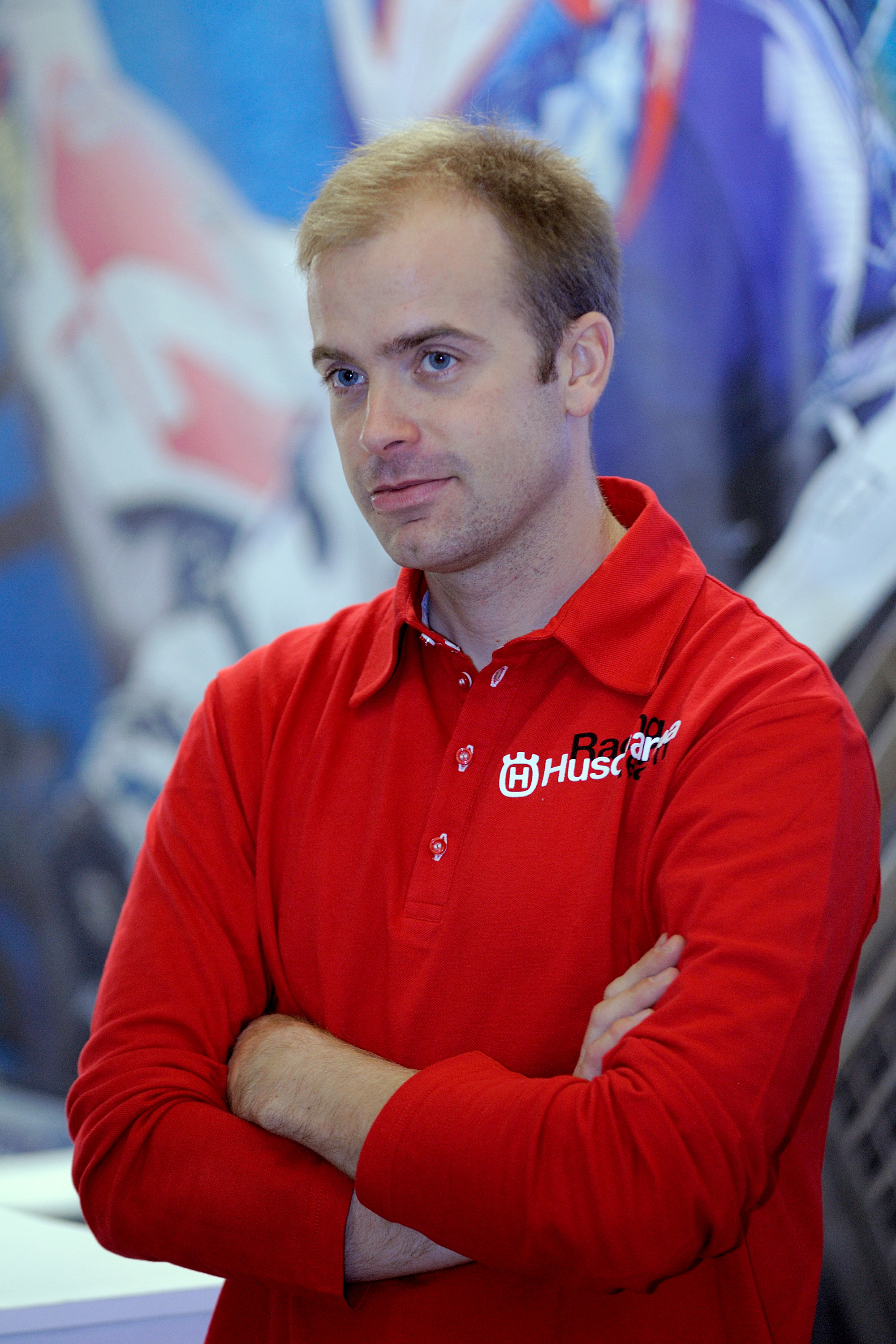
Juha Salminen, 13 títols mundials d'enduro

Aquesta és una llista amb els campions del món d'enduro, ordenada com un rànquing. La llista aplega tots els pilots que han guanyat mai un Campionat del Món d'enduro en la seva categoria màxima. No inclou, doncs, els guanyadors dels campionats femení, júnior, juvenil i/o "Open", ni tampoc els guanyadors del Campionat del Món de superenduro. Tampoc no recull els guanyadors de l'antic Campionat d'Europa d'enduro que se celebrà entre el 1968 i el 1989, abans de la conversió d'aquell primer campionat en Campionat del Món per la FIM.
Per raons d'espai, la llista es mostra desglossada en les actuals classes del campionat (Enduro 1, Enduro 2 i Enduro 3), a més del títol absolut (l'actual EnduroGP, anteriorment anomenat Scratch), mentre que les classes inicials basades en la cilindrada dels motors (80 cc, 125 cc, 250 cc, etc.) s'han agrupat totes en l'apartat "Altres".
A 6 de novembre de 2024.

## Campionats per pilot
| Rànq.  | Pilot                | País              | Etapa     | Enduro 1 | Enduro 2 | Enduro 3 | Absolut | Altres | Total |
| ------ | -------------------- | ----------------- | --------- | -------- | -------- | -------- | ------- | ------ | ----- |
| 1      | Juha Salminen        | Finlàndia         | 1999-2011 | 2        | 1        |          | 5       | 5      | 13    |
| 2      | Steve Holcombe       | Regne Unit        | 2016-2023 |          | 2        | 4        | 4       |        | 10    |
| 3      | Bradley Freeman      | Regne Unit        | 2018-2024 | 2        |          | 5        | 2       |        | 9     |
| 4      | Kari Tiainen         | Finlàndia         | 1990-2000 |          |          |          |         | 7      | 7     |
| 4      | Anders Eriksson      | Suècia            | 1995-2003 |          |          |          |         | 7      | 7     |
| 6      | Giovanni Sala        | Itàlia            | 1993-1999 |          |          |          | 1       | 5      | 6     |
| 7      | Antoine Méo          | França            | 2010-2015 | 3        | 2        |          |         |        | 5     |
| 8      | Andrea Verona        | Itàlia            | 2020-2024 | 3        | 1        |          | 1       |        | 5     |
| 9      | Mika Ahola           | Finlàndia         | 2007-2011 | 2        | 2        | 1        |         |        | 5     |
| 10     | Josep Garcia         | Catalunya         | 2017-2024 | 2        | 2        |          | 1       |        | 5     |
| 11     | Samuli Aro           | Finlàndia         | 2002-2008 |          | 2        | 2        |         | 1      | 5     |
| 12     | Petteri Silván       | Finlàndia         | 1995-2002 |          |          |          | 1       | 4      | 5     |
| 13     | Ivan Cervantes       | Catalunya         | 2005-2009 | 2        |          | 2        |         |        | 4     |
| 14     | Stefan Merriman      | Austràlia         | 2000-2004 | 1        |          |          |         | 3      | 4     |
| 15     | Mario Rinaldi        | Itàlia            | 1994-2000 |          |          |          |         | 4      | 4     |
| 15     | Paul Edmondson       | Regne Unit        | 1990-1996 |          |          |          |         | 4      | 4     |
| 17     | Eero Remes           | Finlàndia         | 2015-2018 | 2        | 1        |          |         |        | 3     |
| 18     | Christophe Nambotin  | França            | 2012-2014 | 1        |          | 2        |         |        | 3     |
| 19     | Matthew Phillips     | Austràlia         | 2014-2016 |          | 1        | 1        | 1       |        | 3     |
| 20     | David Knight         | Illa de Man       | 2005-2010 |          |          | 3        |         |        | 3     |
| 21     | Gianmarco Rossi      | Itàlia            | 1992-1998 |          |          |          |         | 3      | 3     |
| 22     | Johnny Aubert        | França            | 2008-2009 |          | 2        |          |         |        | 2     |
| 22     | Pierre Renet         | França            | 2012-2014 |          | 2        |          |         |        | 2     |
| 24     | Stéphane Peterhansel | França            | 1997-2001 |          |          |          |         | 2      | 2     |
| 25     | Giorgio Grasso       | Itàlia            | 1992-1993 |          |          |          |         | 2      | 2     |
| 25     | Jeff Nilsson         | Suècia            | 1991-1992 |          |          |          |         | 2      | 2     |
| 25     | Peter Bergvall       | Suècia            | 2002-2003 |          |          |          |         | 2      | 2     |
| 25     | Sven-Erik Jönsson    | Suècia            | 1991-1993 |          |          |          |         | 2      | 2     |
| 29     | Loïc Larrieu         | França            | 2019      |          | 1        |          |         |        | 1     |
| 29     | Alex Salvini         | Itàlia            | 2013      |          | 1        |          |         |        | 1     |
| 29     | Wil Ruprecht         | Austràlia         | 2022      |          | 1        |          |         |        | 1     |
| 32     | Mathias Bellino      | França            | 2015      |          |          | 1        |         |        | 1     |
| 33     | Shane Watts          | Austràlia         | 1997      |          |          |          |         | 1      | 1     |
| 33     | Otakar Kotrba        | Txèquia           | 1990      |          |          |          |         | 1      | 1     |
| 33     | Roman Michalík       | Txèquia           | 1998      |          |          |          |         | 1      | 1     |
| 33     | Petri Pohjamo        | Finlàndia         | 2003      |          |          |          |         | 1      | 1     |
| 33     | Vesa Kytönen         | Finlàndia         | 1999      |          |          |          |         | 1      | 1     |
| 33     | Fabio Farioli        | Itàlia            | 1993      |          |          |          |         | 1      | 1     |
| 33     | Fausto Scovolo       | Itàlia            | 1996      |          |          |          |         | 1      | 1     |
| 33     | Matteo Rubin         | Itàlia            | 2000      |          |          |          |         | 1      | 1     |
| 33     | Pierfranco Muraglia  | Itàlia            | 1991      |          |          |          |         | 1      | 1     |
| 33     | Tullio Pellegrinelli | Itàlia            | 1992      |          |          |          |         | 1      | 1     |
| 33     | Thomas Bieberbach    | Alemanya de l'Est | 1990      |          |          |          |         | 1      | 1     |
| 33     | Jaroslav Katrinák    | Eslovènia         | 1991      |          |          |          |         | 1      | 1     |
| 33     | Björne Carlsson      | Suècia            | 1998      |          |          |          |         | 1      | 1     |
| 33     | Jimmie Eriksson      | Suècia            | 1990      |          |          |          |         | 1      | 1     |
| 33     | Kent Karlsson        | Suècia            | 1991      |          |          |          |         | 1      | 1     |
| 33     | Peter Hansson        | Suècia            | 1990      |          |          |          |         | 1      | 1     |
| 33     | Peter Jansson        | Suècia            | 1996      |          |          |          |         | 1      | 1     |
| Totals | Totals               | Totals            | Totals    | 20       | 21       | 21       | 16      | 70     | 148   |

Notes
1. ↑  La columna recull tots els títols absoluts aconseguits, ja siguin l'actual "EnduroGP" com l'anterior "Scratch" o "Absolut".
2. ↑  La columna recull tots els títols aconseguits en les anteriors classes 80cc 2T, 125cc 2T, 250cc 2T, 250cc 4T, 350cc 4T, 400cc 4T, 500cc 2T, 500cc 4T i superior a 500cc 4T.
3. ↑  Freeman té 10 títols mundials si s'hi inclou el d'Enduro Júnior que va guanyar el 2017.
4. ↑  Verona té 7 títols mundials si s'hi inclouen els d'Enduro Youth i Enduro Júnior que va guanyar respectivament els anys 2017 i 2019.
5. ↑  Phillips té 4 títols mundials si s'hi inclou el d'Enduro Júnior que va guanyar el 2013.
6. ↑  Bellino té 2 títols mundials si s'hi inclou el d'Enduro Júnior que va guanyar el 2012.

## Campionats per país
| Rànq.  | País              | Enduro 1 | Enduro 2 | Enduro 3 | EnduroGP | Altres | Total |
| ------ | ----------------- | -------- | -------- | -------- | -------- | ------ | ----- |
| 1      | Finlàndia         | 6        | 6        | 3        | 6        | 19     | 40    |
| 2      | Itàlia            | 3        | 2        |          | 2        | 19     | 26    |
| 3      | Regne Unit        | 2        | 2        | 12       | 6        | 4      | 26    |
| 4      | Suècia            |          |          |          |          | 18     | 18    |
| 5      | França            | 4        | 7        | 3        |          | 2      | 16    |
| 6      | Catalunya         | 3        | 3        | 2        | 1        |        | 9     |
| 7      | Austràlia         | 1        | 2        | 1        | 1        | 4      | 9     |
| 8      | Txèquia           |          |          |          |          | 2      | 2     |
| 9      | Alemanya de l'Est |          |          |          |          | 1      | 1     |
| 9      | Eslovènia         |          |          |          |          | 1      | 1     |
| Totals | Totals            | 20       | 21       | 21       | 16       | 70     | 148   |

1. ↑  S'hi compten els aconseguits per pilots de l'Illa de Man